# L'uomo della luna
L'uomo della luna (The Man in the Moon) è un film drammatico del 1991 diretto da Robert Mulligan ed interpretato da Sam Waterston, Tess Harper, Gail Strickland e Reese Witherspoon nella sua prima apparizione cinematografica.

## Trama
Louisiana; estate 1957; Dani Trant è una ragazza di 14 anni che vive in campagna con i genitori Matthew e Abigail e con le sorelle Maureen (più grande) e Missy (più piccola). Un'altra sorella è in arrivo. Dani è un vero maschiaccio, che passa le sue giornate all'aperto fra nuotate, corse tra i prati e le canzoni di Elvis Presley.
Un giorno, durante una nuotata nello stagno, lei, nuda, conosce Court Foster, un ragazzo di 17 anni orfano di padre che si è appena trasferito con la madre Marie e con i fratelli gemelli più piccoli. I due inizialmente non si piacciono ma, conoscendosi meglio, lei si invaghisce di lui e quando una notte lei tenta di baciarlo lui si allontana freddamente; quella sera, la madre si accorge della scomparsa di Dani, esce a cercarla ma inciampa e viene ricoverata per una commozione cerebrale e Dani viene picchiata con una cinta dal padre ritenendola colpevole di ciò che è successo. Dani e Court rimangono amici e lei riesce anche a farsi dare un bacio da lui ma una sera Court conosce Maureen di cui si innamora ricambiato; da quel momento, Court non dà più importanza a Dani, mentre nella famiglia si festeggia la nascita della nuova sorellina di Dani.
Dani si rende conto che Maureen si è innamorata di Court e quando Dani si reca da lui per affrontarlo, lo ritrova ferito tra le braccia della madre dopo essere caduto dal trattore (nel tentativo di prendere il cappello) e trinciato. Dani torna a casa disperata confessando tutto al padre che si precipita da Court per aiutarlo ma senza successo e perciò Court muore; sia Dani che Maureen cadono in un profondo dolore.
Maureen cerca di farsi perdonare da Dani, ma questa non sembra essere disposta a perdonarla; il padre cerca di convincere Dani che qualunque cosa accadrà lei e Maureen saranno per sempre sorelle e che anche se la odierà, Court non tornerà in vita. Dani si convince e si reca al cimitero per andare sulla tomba di Court; qui vi trova Maureen che piange disperata e Dani si avvicina a lei per confortarla, avendo capito di avere una sofferenza in comune.
Dani e Maureen, ora riappacificate, parlano nella loro stanza sotto il porticato, e Dani chiede a lei se parleranno sempre con l'uomo della luna (l'uomo al quale, come descritto da Maureen all'inizio del film, si poteva confessare ogni cosa) e Maureen le risponde "Sempre!".

## Riconoscimenti
- 1991 - Chicago Film Critics Association Awards
  - Nomination Miglior performance rivelazione a Reese Witherspoon
- 1992 - Young Artist Award
  - Nomination Miglior attrice giovane a Reese Witherspoon
  - Nomination Miglior attrice giovane non protagonista a Emily Warfield